# 6e armée de la Garde
Pour les articles homonymes, voir 6e armée.
La 6e armée de la Garde est une unité soviétique qui a combattu sur le Front de l’Est face à l'Allemagne nazie pendant la Seconde Guerre mondiale, sous le commandement du général Ivan Chistiakov. Le chef d'état-major de l'armée était le général Valentin Antonovitch Penkovski.
La 6e armée de la Garde est formée le 16 avril 1943 à partir de la 21e armée et combat successivement sous le commandement du front de Voronej, du premier front de la Baltique, du Front de Briansk et du front de Léningrad de 1943 jusqu'à la fin de la guerre. En 1943, l'armée participe à la bataille de Koursk. Au cours de l'été 1944, l'armée participe à l'opération Bagration, à l'offensive Polotsk, à l'offensive Šiauliai et à l'offensive Riga. Pendant la bataille de Memel, elle est l'une des forces repoussant les troupes allemandes dans la poche de Courlande. La 6e armée de la Garde est l'une des formations soviétiques engagées dans le siège du groupe d'armées Courlande dans la péninsule du même nom. La longue opération se poursuit jusqu'à la reddition des troupes allemandes le 12 mai 1945. Après-guerre, l'armée est stationnée dans la région de la Baltique jusqu'à sa dissolution en 1947.

## Commandants
- Colonel général Ivan Tchistiakov (avril 1943 - juillet 1945),
- Colonel général Ivan Grichine (juillet 1945 - juillet 1946),
- Lieutenant-général Piotr Kochevoï (juillet 1946 - mars 1947).